# マデイラ空港
クリスティアーノ・ロナウド・マデイラ空港（英語：Madeira Airport）は、大西洋に浮かぶポルトガル領マデイラ島にある国際空港である。かつてはサンタ・カタリナ空港（Santa Catarina Airport）と呼ばれた。マデイラ最大の都市フンシャルにあることから、非公式的にフンシャル空港（Funchal Airport）とも呼ばれた。
2016年7月22日、同島出身のプロサッカー選手：クリスティアーノ・ロナウドにちなんだ「クリスティアーノ・ロナウド・マデイラ国際空港（英語: Cristiano Ronaldo Madeira International Airport）」に名称を変更することが地元議会において承認され、2017年3月29日より改称されたため、クリスティアーノ・ロナウド・マデイラ国際空港とも呼ばれている。

## 概要
1964年7月18日開港。当初は1600mの滑走路が2本あった。高い山と海に囲まれた上に、短い滑走路しか持たないこの空港は、着陸時に曲芸的な操縦を要求する、「ヨーロッパの啓徳空港」とまで呼ばれる悪名高い空港であった。
1977年11月19日、TAP ポルトガル航空425便墜落事故が発生。その8年後、200mの滑走路延長が行われた。

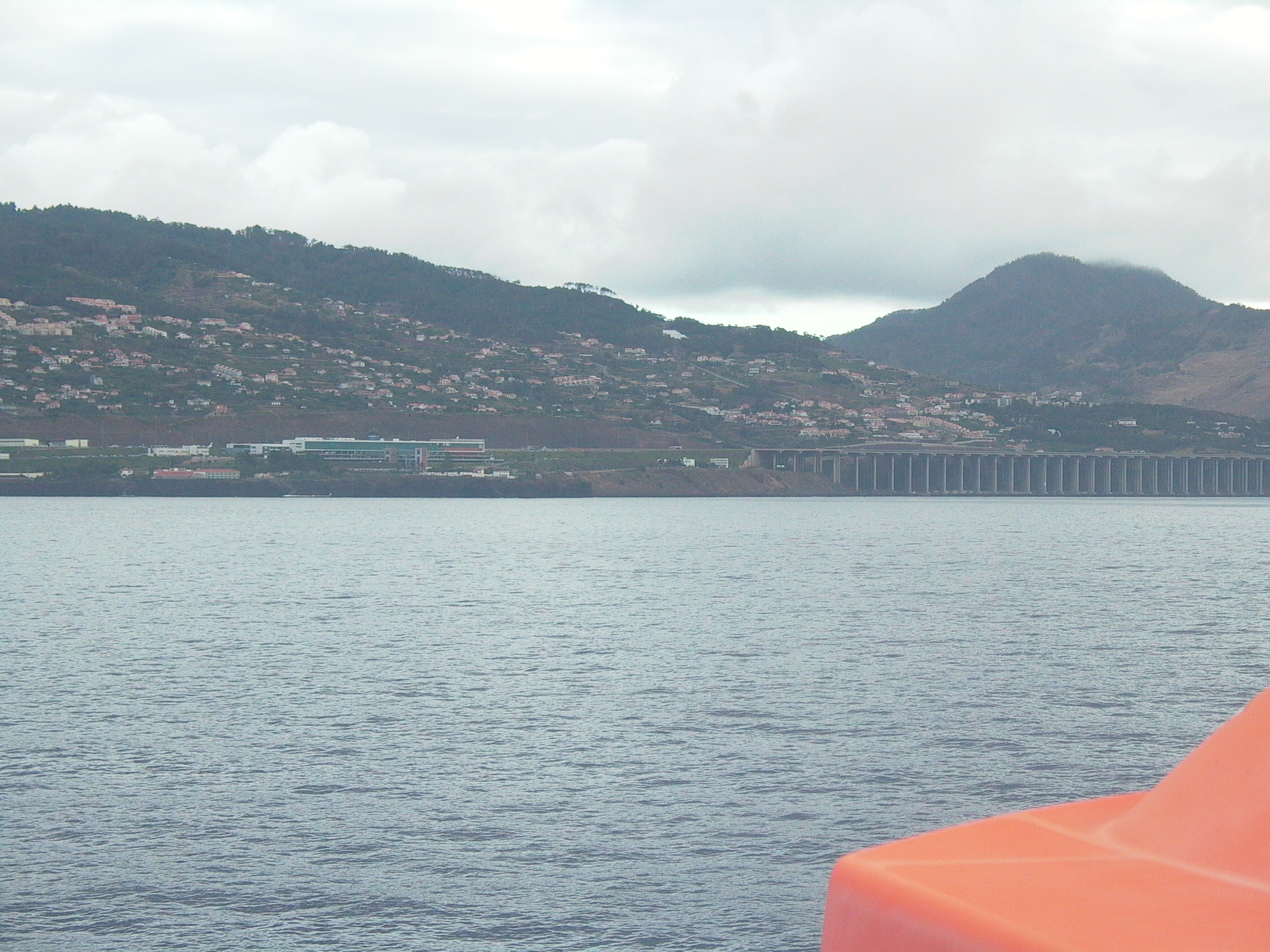
沖合いから見た空港。海に突き出た滑走路を支える柱が見える

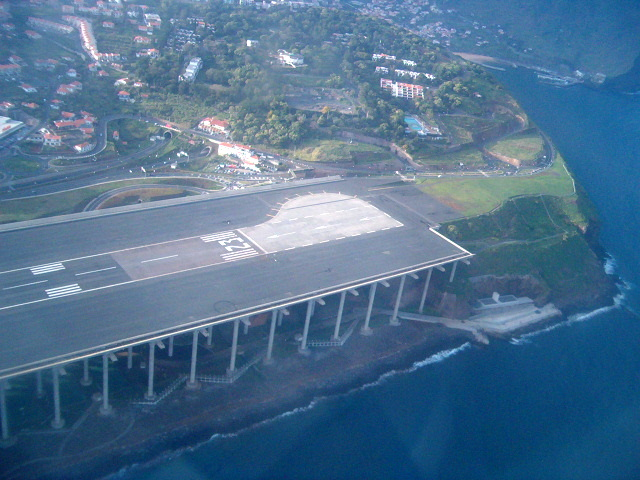
上空から見た空港

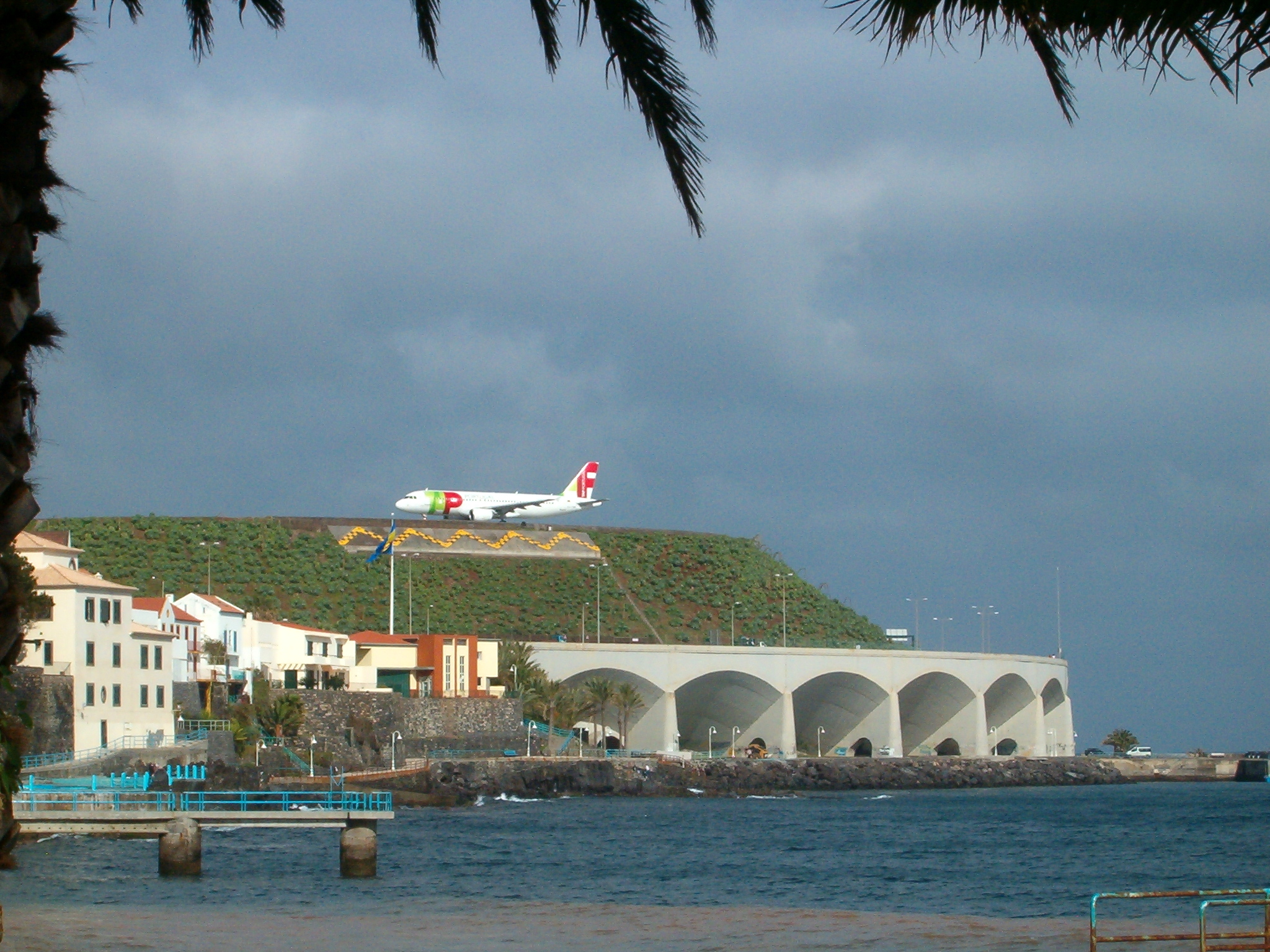
空港はフンシャルの海辺の台地上にある

2000年、滑走路を海側に向かって再拡張する工事が行われた。海を埋め立てるのではなく、70mの柱180本で滑走路の構造を支えるという工法を取ったため、海の上に滑走路がせり出すという特徴的な外観を備えるようになった。工事の結果、滑走路の長さは開港当初のほぼ2倍の長さとなった。拡張工事は、すぐれた技術を用いた土木工事に与えられる Outstanding Structures Award を獲得している。
ヒストリーチャンネルにおいて、「世界で最も危険な空港」第9位、アメリカの技術専門誌「ポピュラーメカニクス」によって世界で最も奇妙な18の空港に選ばれている。

## 就航航空会社
- エーグル・アズール
- オーストリア航空（運航はラウダ航空）
- ニューアクシズ航空  (New Axis Airways)
- TUIフライ・ネーデルラント
- ビンター・カナリア  (Binter Canarias)
- Cimber Sterling  (Cimber Sterling)
- コンドル航空  (Condor Flugdienst)
- イージージェット
- ヨーロッパ・エアポスト  (Europe Airpost)
- フライグローブスパン  (Flyglobespan)
- イベリア航空（Air Nostrum  (Air Nostrum) が運航）
- Jet2.com  (Jet2.com)
- TUIフライ・ベルギー
- ルクスエア
- SATA エア・アゾレス  (SATA Air Açores)
- SATA国際航空  (SATA International)
- SBA航空  (SBA Airlines)
- TAP ポルトガル航空（一部はポルトガリア航空が運航）
- TUIエアウェイズ
- トーマス・クック航空
- トーマス・クック航空スカジナビア  (Thomas Cook Airlines Scandinavia)
- トランサヴィア
- トラベル・サービス航空  (Travel Service Airlines)
- TUIフライ・ドイッチュラント